# Nord (Burkina Faso)
Nord ist eine von 13 Regionen, in die der westafrikanische Staat Burkina Faso administrativ aufgeteilt ist. Hauptstadt ist Ouahigouya. Die im Norden liegende Region umfasst die Provinzen Loroum, Passoré, Yatenga und Zondoma. Auf 17.601 km² leben 1.055.326 Einwohner (Januar 2006), in der Mehrzahl Mossi, aber auch Fulbe, die vorwiegend von der Landwirtschaft leben.
Koordinaten: 13° 30′ N, 2° 18′ W